# Ausschleichung
In der Medizin ist das Ausschleichen der Prozess, in dem am Ende einer Therapiephase die Dosis eines Medikaments oder die Anzahl therapeutischer Maßnahmen geplant schrittweise und über einen längeren Zeitraum reduziert wird, sodass schließlich darauf verzichtet werden kann.
Durch die allmähliche Reduktion soll sich der Körper langsam an die neuen Gegebenheiten gewöhnen. Entzugserscheinungen und der Absetzeffekt (Rebound) werden dadurch weitgehend vermieden. Darüber hinaus kann durch die langsame Gewöhnung  an niedrige Dosierungen bzw. seltenere Anwendungen beobachtet werden, wie der Patient auf diese Umstellung reagiert und ob bzw. wie sich der Gesundheitszustand verändert.
Das Ausschleichen sollte auf ärztliche Anordnung und idealerweise unter regelmäßiger ärztlicher Kontrolle erfolgen.